# Рыжов, Иван Авксентьевич
Ива́н Авксе́нтьевич Рыжо́в (5 февраля (18 февраля) 1907, с. Зуево, Богородский уезд, Московская губерния, Российская Империя — 20 марта 1956, Москва, СССР) — советский футболист. вратарь. Чемпион III Летней Рабочей Олимпиады в Антверпене (1937).

Отец Михаила Рыжова.

## Биография
Воспитанник дворового футбола. За свою карьеру выступал в советских командах «Красное Знамя» (Орехово-Зуево), ЦДКА, «Спартак» (Москва) и «Пищевик» (Москва).
После завершения карьеры игрока занимался тренерской деятельностью в команде «Пищевик».

## Достижения
- Победитель III летней рабочей Олимпиады в Антверпене 1937
- Чемпион СССР (1936-осень)
- Серебряный призёр чемпионата СССР (1937)
- Бронзовый призёр чемпионата СССР (1936-весна)
- За сборную СССР сыграл в 2 неофициальных матчах